# Trasplante de cabello

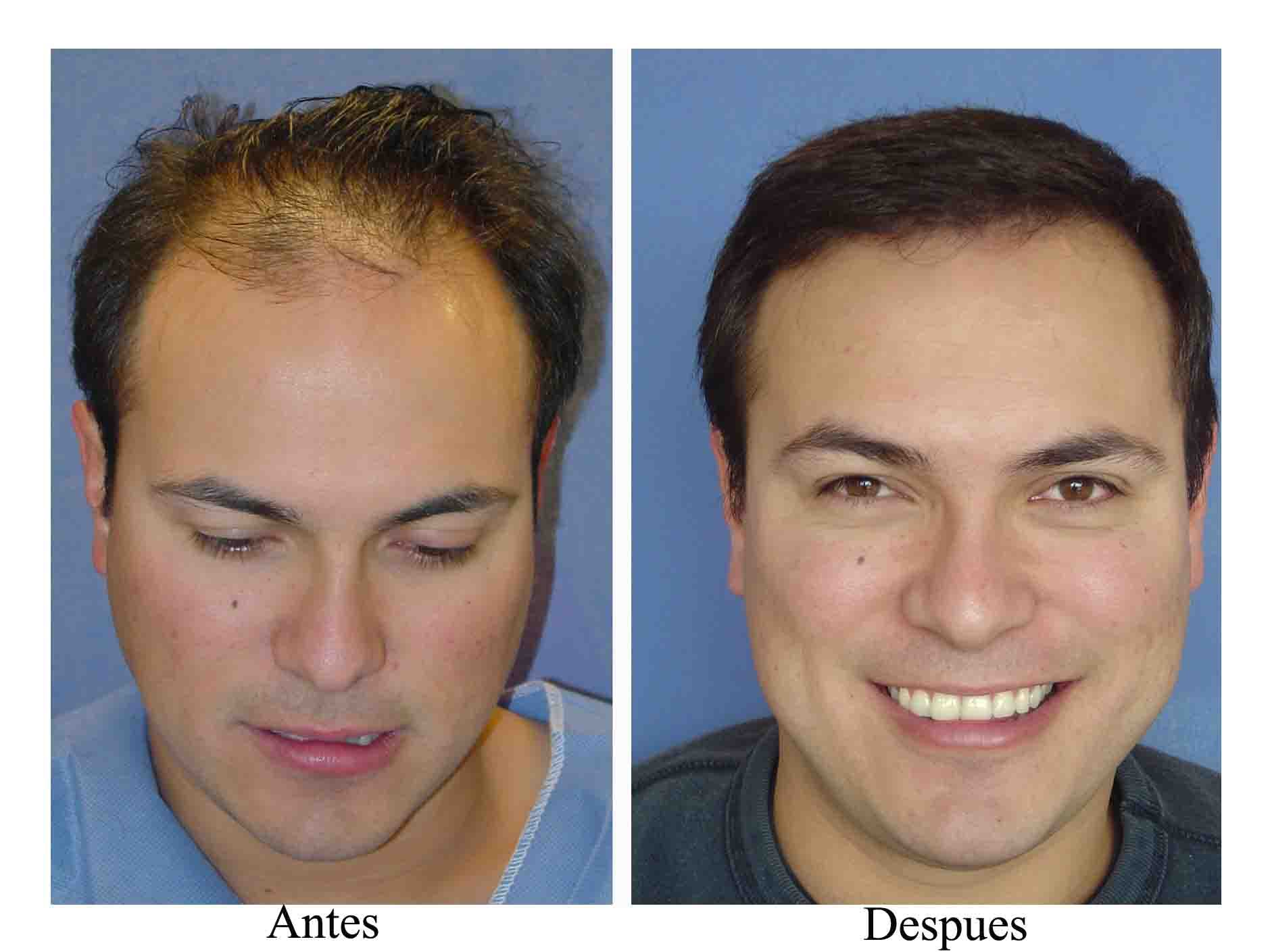
Ejemplo de resultados de trasplante capilar.

El trasplante de cabello se emplea habitualmente para tratar los casos de calvicie de origen hereditario (androgenético).  Consiste en extraer las unidades foliculares de los laterales y parte de atrás de la cabeza donde los folículos permanecen de por vida (independientemente del lugar donde se lo coloque) y se implantan en la parte superior de la cabeza. El hecho de que la persona conserve cabello a los lados y parte posterior no significa que el paciente sea consciente de lo que puede conseguir y es muy importante que el médico tenga la capacidad de poder hacerle entender a cada paciente cuales son las expectativas que puede alcanzar de acuerdo a la superficie a cubrir y la zona donante que dispone.
La pérdida del cabello en hombres y mujeres es un problema estético y emocional severo. En el caso de la alopecia andro-genética o calvicie típica masculina implica verse de mayor edad y con la pérdida de la proporción facial y recuperar dicha proporción estética es el fin principal de este procedimiento; sin embargo también se puede utilizar para restaurar las pestañas, cejas, barba, el vello corporal y para rellenar cicatrices que sean resultado de accidentes, quemaduras o cirugías.
Las técnicas más novedosas consisten en obtener y plantar el cabello tal y como nace. En el ser humano se puede encontrar en grupos de 1 a 4 cabellos, denominados unidades foliculares.

## Historia
La historia moderna del trasplante de cabello se inicia con el doctor Norman Orentreich, quien en 1959 presentó, ante la Academia de Ciencias de Nueva York, su técnica de injertos “punch” o sacabocado para reparar áreas de calvicie o alopecia, el legado de esta primera técnica es tema de controversia, pues en algunos casos dicha técnica producía resultados anti-estéticos.  Esto se debe a que los injertos “punch” son trozos de piel con pelo, obtenidos con un sacabocado de aproximadamente 4 milímetros de diámetro. Su crecimiento en la zona de calvicie o receptora produce un aspecto comúnmente conocido como “pelos de muñeca antigua”.  No obstante, estos primeros trabajos y las observaciones del Dr. Orentreich, acerca de cómo el cabello trasplantado se conserva de por vida independiente de que la piel calva se consideraba un tejido no “fértil”, se mantienen como fundamentos básicos en el trasplante de cabello.

## Técnica
El (trasplante capilar):  actualmente se realiza bajo anestésico local, es ambulatorio y puede durar entre 2 y 8 horas promedio. Eso depende del área del cuero cabelludo que deseamos repoblar. Los conceptos principales de un trasplante capilar de apariencia natural son:
- Ubicación de la primera línea del cabello – diseño.
- Angulación natural.
- Densidad.
- Cierre del ángulo de la sien.

## Diseño
El arte de un trasplante capilar no es simplemente la habilidad técnica del doctor, sino que es muy importante su aptitud para el diseño especialmente al crear la línea frontal del cabello. Cabe decir de la importancia del tricólogo como la especialidad dentro de la medicina para realizar cirugías relativas al cabello. Dicha especialidad se basa en el cuero cabelludo y el cabello, pudiendo abarcar la restauración y estética de quemaduras y cicatrices en áreas capilares.

## Métodos de extracción
Estas son las tres técnicas de extracción más conocidas: 
1. Extracción de unidades foliculares con Tira o técnica FUSS (Folicular Unit Strip Surgery): El método de extracción de unidades foliculares con tira (FUSS) se realiza con un bisturí, donde se hace un corte longitudinal para la posterior extracción del cuero cabelludo.
En este método la cicatrización es lenta y posee una recuperación más dolorosa, dejando una cicatriz que puede variar entre 18 y 20 centímetros de largo,  con lo cual el paciente se verá limitado en su corte de pelo para poder mantener oculta la cicatriz.
En esta técnica la zona donante es limitada ya que la poca elasticidad del cuero cabelludo no permite realizar más de dos o tres procedimientos.
No permite la selección de folículos porque se obtienen en bloque folículos aptos y no aptos para trasplante.
La sutura se puede realizar de forma tricofítica, dejando que el pelo de la zona crezca a través de la cicatriz y ésta quede prácticamente invisible. 
Una vez realizada la extracción, la tira se diseccionará en unidades foliculares de 1, 2 y 3 pelos y se prepararán para su implantación. El proceso suele durar en total unas 6 o 7 horas, y se hace con anestesia local. 
Con esta técnica se consiguen hasta 3000 unidades foliculares, y se pueden hacer hasta dos intervenciones en caso de que la zona de pérdida de pelo sea extensa.
2. Extracción de unidades foliculares o técnica FUE  manual (Folicular Unit Extraction): El método FUE manual consiste en la extracción de las unidades foliculares en forma individual a través de un instrumento quirúrgico especial: el un sacabocados microscópico (normalmente de unos 0,8 mm de diámetro) que puede ser manual o automático y de una manera aleatoria de la zona donante. Este método es mínimamente invasivo: no requiere de cortes ni suturas, por lo que el proceso de cicatrización es mucho más rápida y no deja cicatrices visibles. Se realiza con anestesia local, y para extraer aproximadamente 2000 unidades foliculares dura unas 12 o 14 horas, por lo que podría hacerse en una o dos sesiones.
Se destaca por tener una mayor zona donante al contar con la nuca y también con los laterales como zonas de extracción. El método FUE permite la selección de los folículos uno por uno, pudiendo elegir los necesarios dependiendo del lugar donde estos van a ser colocados. Este método tiene la capacidad de obtener más folículos después de no poder aplicar más cirugía de técnica de tira.
3. Extracción de unidades foliculares asistida por Robot (FUE Robótico): Con la utilización de un brazo robótico, se realiza la separación de la unidad folicular del cuero cabelludo guiado por estéreo cámaras digitales de alta resolución capaces de identificar individualmente el ángulo, la dirección y la densidad de miles de unidades foliculares en un campo de visión previamente definido, y por medio de un sofisticado software utiliza algoritmos en tiempo real para escoger y disecar de manera individual y segura con la fuerza precisa, la profundidad ideal, y velocidad menos traumática posible, las mejores unidades foliculares disponibles, todo bajo dirección y supervisión del cirujano, por lo que este sistema provee un altísimo nivel de precisión, control y eficiencia. La mayor ventaja de esta técnica es que mejora la calidad de los injertos, ya que solo los cabellos más robustos y viables son seleccionados; además consistentemente salen bien disecados, con tejidos sanos alrededor, con lo que la tasa de supervivencia de Unidades Foliculares es la más alta comparada con todas las técnicas disponibles.

## Preparación
Una vez terminada la extracción, el mismo médico o un grupo de asistentes preparan el tejido donador con el fin de crear injertos pequeños fáciles de plantar y a la vez conservando estructuras básicas para su crecimiento como el folículo piloso y la glándula sebácea. La mayoría de las clínicas dedicadas a dicha labor coinciden en el uso imprescindible del microscopio estereoscópico para realizar este paso.

## Técnicas de implantación del cabello
Estás son las 3 técnicas de implantación más utilizadas:
1. Implantación clásica manual: Bajo anestésico local el cirujano utiliza hojas muy pequeñas tipo bayoneta, agujas 18G, bisturí zafiro (la mejor opción es el bisturí de zafiro) para crear los orificios receptores (incisiones) que es donde se implantarán las unidades foliculares. Comúnmente un equipo de asistentes realiza esta última fase del procedimiento, utilizando como equipo lupas de aumento y pinzas o fórceps tipo joyero.
2. Implantación del cabello con técnica DHI (Direct Hair Implantation): a pesar de que es la técnica más moderna y progresiva en implantación del cabello es la que más lo maltrata (el folículo); los folículos pilosos se implantan uno a uno directamente, en el área de trasplante en una dirección, ángulo y profundidad específicos usando una herramienta especial llamada Implanters DHI, que proporciona unos resultados 100% naturales y una recuperación del paciente mucho más rápida, ya que no se requieren incisiones durante este procedimiento al contrario de la implantación manual. Aunque según opiniones de cirujanos capilares, la unidad folicular se maltrata mucho utilizando este método. Es ideal para dar densidad sin necesidad de rapar y para diseñar primera línea de implantación. 
3. implantación de Cabello utilizando Keep: se hacen primero las incisiones con bisturí de Zafiro, luego se carga el keep con la unidad folicular, el keep entra en el orificio sin maltratara, se ultiliza una pinza para bajar la unidad folicular a través del keep. Es la mejor forma de implantar, el folículo no se toca prácticamente. Esto fue inventado en Turquía. Estos Keeps vienen calibrados según el diámetro del punch que utilizaste en la extracción (0,65mm; 0,70mm; 0.8mm; 0,9mm; 1mm; etcétera).
Con el trasplante de cabello FUE, cada unidad folicular individual se extrae del cuero cabelludo. Los folículos pilosos se eliminan de forma aleatoria, lo que permite a su médico recolectar el cabello del área donante con un adelgazamiento menos perceptible del área. Con la extracción de unidades foliculares (FUE), el cabello se extrae a través de incisiones circulares microscópicas en el cuero cabelludo. 

## Resultados
El trasplante de cabello puede producir resultados visualmente sorprendentes; sin embargo, esto depende de una buena zona donadora, de la sensibilidad artística del cirujano, de un equipo experimentado en el manejo de tejidos pequeños y por supuesto de la infraestructura adecuada.
Nuevas técnicas para suturar, como el cierre tricofítico, producen cicatrices muy finas que se pueden ocultar incluso con el cabello corto.

##### Los trasplantes de cabello no se pueden recomendar a las siguientes personas
1. Mujeres que tienen un patrón generalizado de pérdida de cabello en la cabeza.
2. Solicitantes con banco de cabello denso e insuficiente.
3. Personas con antecedentes de úlceras renales (úlceras gruesas y fibrosas) después de una lesión o cirugía.[5]
4. Alteraciones en la tiroides o quistes en los ovarios.

## Efectos secundarios
Un pequeño porcentaje de los pacientes se pueden inflamar entre el 3º y 5º día posoperatorio de la frente y párpados. En reducido número de casos, se puede presentar un fenómeno denominado “hair shock”, que es la pérdida transitoria en la calidad del cabello residual u original en la zona receptora. En medicina esto se considera una especie de telogen effluvium, cuyo fenómeno médico se puede observar después un parto o por el uso de ciertos medicamentos, etcétera.
Con la aplicación correcta de anestésico local y el uso de analgésicos en el posoperatorio, las molestias se consideran mínimas.

## Evaluación y planificación preoperatoria
En una consulta inicial, el cirujano analiza el cuero cabelludo del paciente, analiza sus preferencias y expectativas y le aconseja sobre el mejor enfoque (por ejemplo, sesiones únicas o múltiples) y qué resultados se pueden esperar razonablemente. Los laxómetros se utilizan para medir la flacidez (o más específicamente, la laxitud) del cuero cabelludo. La foliscocopia preoperatoria ayudará a conocer la densidad real del cabello existente, de modo que los resultados postoperatorios de los injertos capilares recién trasplantados puedan evaluarse con precisión. Algunos pacientes pueden beneficiarse con la aplicación tópica preoperatoria de minoxidil y vitaminas.
Durante varios días antes de la cirugía, el paciente se abstiene de utilizar cualquier medicamento que pueda provocar sangrado intraoperatorio y, como resultado, un injerto deficiente. El alcohol y el tabaquismo pueden contribuir a una mala supervivencia del injerto. Por lo general, se recetan antibióticos posoperatorios para prevenir infecciones de heridas o injertos.
En casi todos los casos, el ángulo del pelo emergente es más agudo que el ángulo del folículo en la dermis. Obviamente, la incisión debe anticipar esto y orientarse en la dirección del folículo y no en la dirección del cabello visible.

### Tamaño de punzón
Debe ser de unos 0,6 a 1,0 mm de diámetro. Este tamaño es lo suficientemente grande como para abarcar el ancho de la unidad folicular, pero lo suficientemente pequeño como para minimizar el tamaño de la herida y las cicatrices. Algunos cirujanos han comenzado a utilizar punzones de menor tamaño a partir de 0,6 mm.